# Санукі (Каґава)

Сану́кі (яп. さぬき市, さぬきし, МФА: [sanukʲi ɕi̥]?) — місто в Японії, в префектурі Каґава. Розташоване в східній частині префектури, на узбережжі Внутрішнього Японського моря.    Отримало статус міста 2002 року. Площа становить 158,90 км². Станом на 1 липня 2012 року населення складало 51 869  осіб, густота населення — 326 осіб/км².     

## Короткі відомості
Засноване 1 квітня 2002 року шляхом злиття таких населених пунктів:
- містечка Цуда повіту Окава (大川郡津田町)
- містечка Окава (大川町)
- містечка Шідо (志度町)
- містечка Санґава (寒川町)
- містечка Наґао (長尾町)

Основою економіки міста є переробка морських продуктів, суднобудування та хімічна промисловість.
У Санукі є 3 буддистських монастирі, що входять до 48 святих паломницьких місць острова Шікоку: Шідодзі, Наґаодзі, Окубодзі.